# Катар на Чемпіонаті світу з водних видів спорту 2015
Катар взяв участь у Чемпіонаті світу з водних видів спорту 2015, який пройшов у Казані (Росія) від 24 липня до 9 серпня.

## Плавання
Катарські плавці виконали кваліфікаційні нормативи в дисциплінах, які наведено в таблиці (не більш як 2 плавці на одну дисципліну за часом нормативу A, і не більш як 1 плавець на одну дисципліну за часом нормативу B):
Чоловіки
| Спортсмен        | Дисципліна           | Попередній заплив | Попередній заплив | Півфінал        | Півфінал        | Фінал           | Фінал           |
| Спортсмен        | Дисципліна           | Час               | Місце             | Час             | Місце           | Час             | Місце           |
| ---------------- | -------------------- | ----------------- | ----------------- | --------------- | --------------- | --------------- | --------------- |
| Ноа Аль-Хулайфі  | 100 м на спині       | 1:05.36           | 64                | Завершив виступ | Завершив виступ | Завершив виступ | Завершив виступ |
| Ноа Аль-Хулайфі  | 200 м батерфляєм     | 2:26.71           | 40                | Завершив виступ | Завершив виступ | Завершив виступ | Завершив виступ |
| Якоп Аль-Хулаїфі | 50 м батерфляєм      | 28.31             | 63                | Завершив виступ | Завершив виступ | Завершив виступ | Завершив виступ |
| Якоп Аль-Хулаїфі | 200 м вільним стилем | 2:04.38           | 77                | Завершив виступ | Завершив виступ | Завершив виступ | Завершив виступ |

Жінки
| Спортсменка  | Дисципліна           | Попередній заплив | Попередній заплив | Півфінал         | Півфінал         | Фінал            | Фінал            |
| Спортсменка  | Дисципліна           | Час               | Місце             | Час              | Місце            | Час              | Місце            |
| ------------ | -------------------- | ----------------- | ----------------- | ---------------- | ---------------- | ---------------- | ---------------- |
| Нада Аркаджі | 200 м вільним стилем | 2:30.40           | 63                | Завершила виступ | Завершила виступ | Завершила виступ | Завершила виступ |
| Нада Аркаджі | 100 м батерфляєм     | 1:17.30           | 68                | Завершила виступ | Завершила виступ | Завершила виступ | Завершила виступ |